# Tord Gustavsen

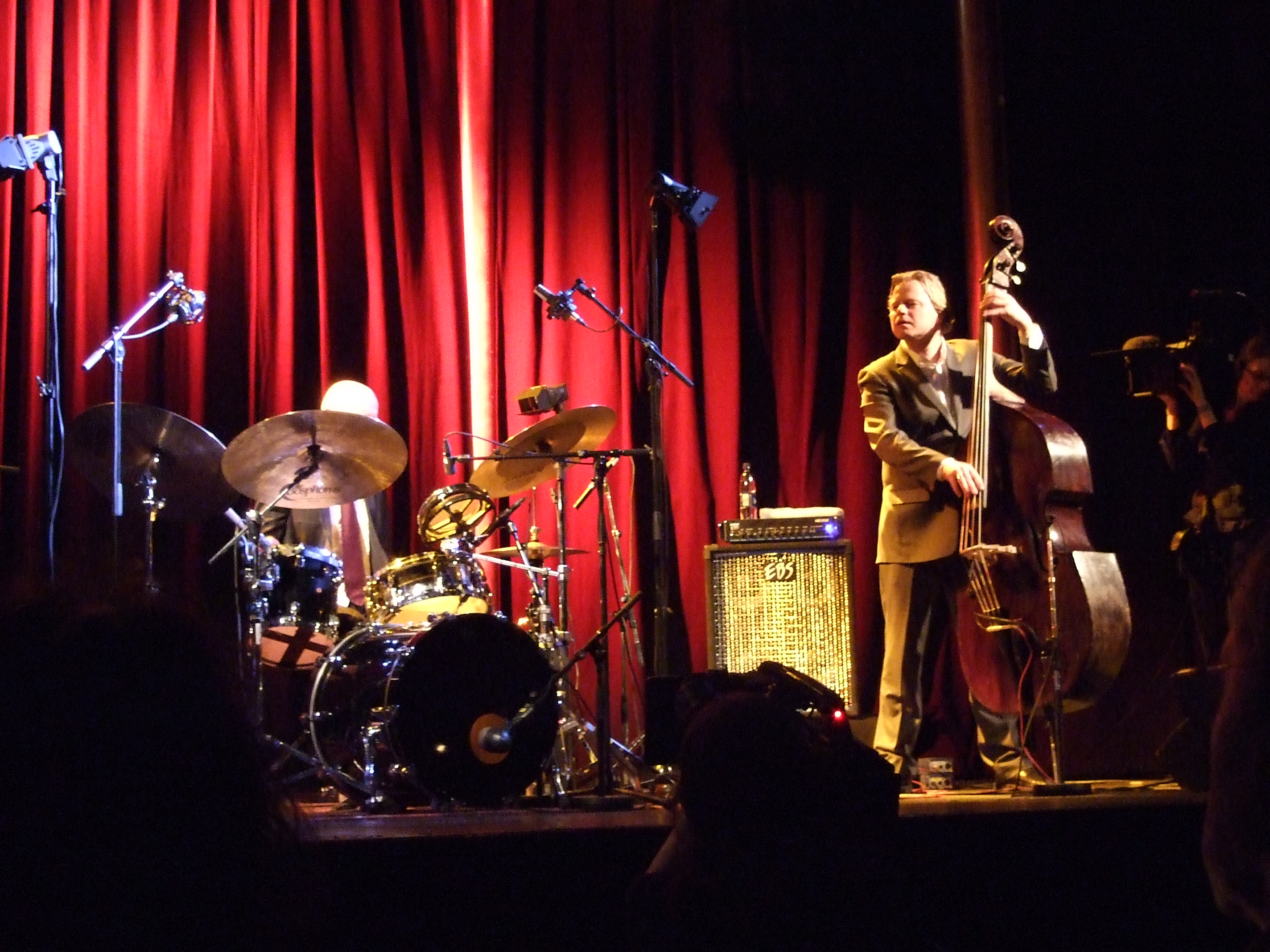
Tord Gustavsen Trio

Tord Gustavsen (Oslo, 5 oktober 1970) is een Noors jazzpianist. 
Gustavsen studeerde aan het conservatorium van Trondheim, afdeling jazz. Zelf geeft hij inmiddels les (gastdocent) aan de Universiteit van Oslo, Instituut voor musicologie. Hij heeft meegespeeld op muziekalbums van anderen, maar heeft ook albums op zijn eigen naam staan.  Zijn jazzmuziek wordt sterk beïnvloed door Noorse volksmuziek. De albums niet verschenen op ECM Records zijn buiten Noorwegen moeilijk verkrijgbaar. Hij heeft zijn eigen jazz trio, het Tord Gustavsen Trio.

## Discografie
- aire & angels: aire & angels (C+C Records/EMI) 1999
- Silje Nergaard: Port of Call(Universal/Emarcy) 2000
- Nymark Collective: First Meeting (SONOR) 2000
- Carl Petter Opsahl: Indigo-dalen (GRAPPA) 2001
- Funky Butt: Whoopin'  (SONOR Records) 2001
- Silje Nergaard: At First Light (Universal) 2001
- Nymark Collective: Contemporary Tradition (SONOR) 2002
- aire & angels: aire & angels II (Bergland) 2002
- Tord Gustavsen Trio: Changing Places (ECM) 2003
- Silje Nergaard: Nightwatch (Universal) 2003
- SKRUK / Rim Banna: Krybberom (Kirkelig Kulturverksted) 2003
- SKRUK / Torunn Sævik / Cecilie Jørstad: Sommerlandet (Kirkelig Kulturverksted) 2004
- Silje Nergaard: The Essential + Live in Köln – concert DVD (Universal) 2005
- Tord Gustavsen Trio: The Ground (ECM) 2005
- Ulrich Drechsler Quartet: Humans and Places (Cracked an Egg Records) 2006
- SKRUK / Nymark Collective: Dype, stille, sterke, milde (Kirkelig Kulturverksted) 2006
- Tord Gustavsen Trio: Being there (ECM) 2007
- Tord Gustavsen Ensemble: Restored, returned (ECM) 2009
- SKRUK / Mahsa Vahdat: I vinens Speil (In the mirror of wine) (Kirkelig Kulturverksted) 2010
- Tord Gustavsen, Simin Tander & Jarle Vespestad: What was said (ECM) 2016
- Tord Gustavsen Trio: The Other Side (ECM) 2018
- Tord Gustavsen Trio: Opening (ECM) 2022
- Tord Gustavsen Trio: Seeing (ECM) 2024